# Éditions Fasquelle
Pour les articles homonymes, voir Fasquelle.
Les éditions Fasquelle sont une ancienne maison d'édition française, sise au 11 rue de Grenelle, à Paris. Fondées par Eugène Fasquelle en 1896, elles succèdent aux éditions Charpentier & Fasquelle, qui ont elles-mêmes succédé à la librairie Charpentier. Elles fusionnent en 1959 avec les éditions Grasset.

## Historique

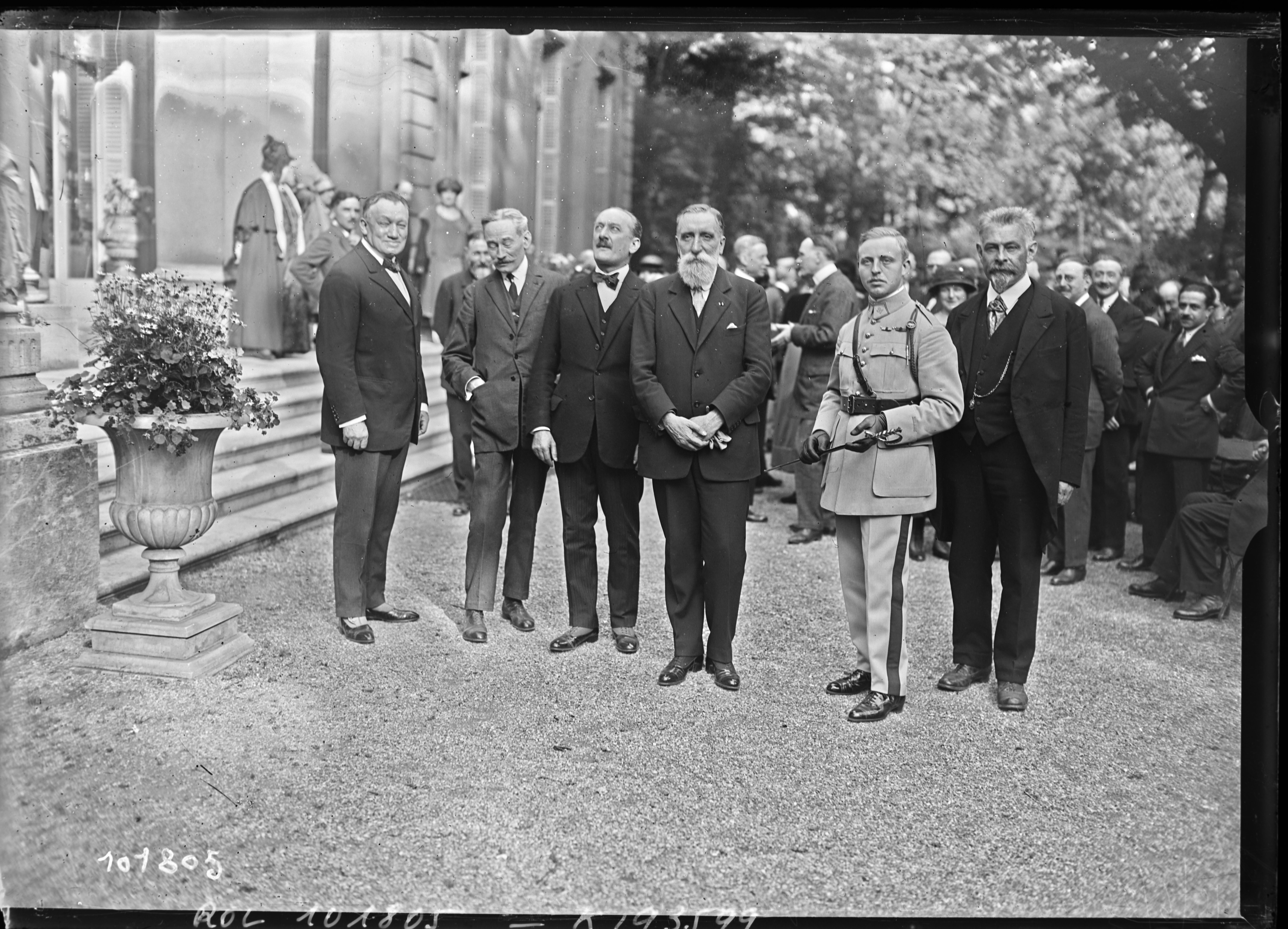
Photographie prise en 1926 de quelques personnalités du monde des lettres (de g. à d.) : Eugène Fasquelle, Jules Perrin, Maurice Renard, Georges Lecomte, Louis-Lucien Hubert et Eugène Morel.

Eugène Fasquelle (1863-1952) est le fils d'un architecte d'Asnières. Il est d'abord commis chez un agent de change. En 1886, il entre en tant que secrétaire à la librairie Charpentier, alors dirigée par Georges Charpentier, fils du fondateur, Gervais Charpentier. La maison édite notamment Flaubert, Zola, Maupassant, Mirbeau, Alphonse Daudet…
Eugène Fasquelle épouse en 1887 la fille de l’éditeur Charles Marpon, associé d'Ernest Flammarion. Ces deux derniers ont des parts importantes dans l'affaire de Charpentier. À la mort de son beau-père, en 1890, Eugène Fasquelle devient l'associé de Georges Charpentier.
Lorsque Georges Charpentier se retire en 1896, Eugène Fasquelle reste l'unique propriétaire de la librairie. Il conserve, sous la célèbre couverture jaune, la collection « Bibliothèque-Charpentier » — la première collection française —, que les éditions Fasquelle continueront d'éditer jusque dans les années 1950. Eugène Fasquelle garde les principaux auteurs de Charpentier. Il publie aussi Alfred Jarry, Pierre Louÿs, Maurice Maeterlinck, Marcel Pagnol, Edmond Rostand, Valery Larbaud…
En 1904, il réalisa pour Les XX (Société de bibliophiles parisiens) un tirage de 20 exemplaires de Picrate et Siméon d'André Beaunier.
En 1912, il reçoit de Marcel Proust le manuscrit de Du côté de chez Swann, premier volume d’À la recherche du temps perdu. La fiche établie par Jacques Madeleine, lecteur chez Fasquelle, juge ainsi l'œuvre : « Au bout de sept cent douze pages de ce manuscrit […] après d'infinies désolations d'être noyé dans d'insondables développements et de crispantes impatiences de ne pouvoir jamais remonter à la surface, on n'a aucune, aucune notion de ce dont il s'agit. Qu'est-ce que tout cela vient faire ? Qu'est-ce que tout cela signifie ? Où tout cela veut-il mener ? Impossible d'en rien savoir ! Impossible d'en pouvoir rien dire ! ». Refusé chez Fasquelle, tout comme chez Gallimard et chez Ollendorff, le livre est finalement publié à compte d'auteur aux éditions Grasset.
En 1951 le fils d'Eugène Fasquelle, Charles, lui succède ; puis en 1954 son petit-fils, Jean-Claude Fasquelle.
En 1959, les éditions Fasquelle fusionnent avec les éditions Grasset.